# George Troup

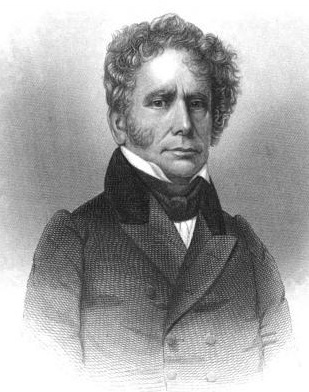
George Troup

George Michael Troup, född 8 september 1780 i McIntosh Bluff, Georgia (nuvarande Alabama), död 26 april 1856 i Montgomery County, Georgia, var en amerikansk politiker. Han representerade delstaten Georgia i båda kamrarna av USA:s kongress, först i representanthuset 1807-1815 och sedan i senaten 1816-1818 samt 1829-1833. Han var guvernör i Georgia 1823-1827. Han var slaveriförespråkare och trodde på Manifest Destiny, USA:s expansion västerut. Han stödde tvångsförflyttningen av indianer.
Troup föddes i McIntosh Bluff som var en av de första vita bosättningarna i området som senare blev delstaten Alabama. Han utexaminerades 1797 från College of New Jersey (numera Princeton University). Han studerade sedan juridik och inledde 1799 sin karriär som advokat i Savannah, Georgia.
Troup efterträdde 1807 David Meriwether som kongressledamot. Han hörde till demokrat-republikanerna. War Hawk-rörelsen förespråkade krig mot Storbritannien som också skedde då 1812 års krig bröt ut. Troup var en av hökarna som var för kriget. Begreppet War Hawk var egentligen ett öknamn som krigsmotståndaren John Randolph använde om Henry Clay och de andra ledande krigsförespråkarna. Troup efterträddes 1815 i representanthuset av Wilson Lumpkin.
Troup efterträdde 1816 William Wyatt Bibb som senator för Georgia. Han representerade de rika plantageägarnas intressen i senaten. Han avgick 1818 och efterträddes av John Forsyth. Troup efterträdde sedan 1823 John Clark som guvernör. Han omvaldes 1825 mycket knappt. Troup County grundades 1826 på land som hade tagits från creekindianer. Troup var i största allmänhet för tvångsförflyttningen av alla creekindianer från västra Georgia. Han efterträddes 1827 av John Forsyth. Troup tillträdde 1829 på nytt som senator. Han var en anhängare av Andrew Jackson. Senator Troup avgick 1833 och efterträddes av John Pendleton King.